# رازمیک پوغوسیان
رازمیک موُسسی پوغوسیان (ارمنی: Ռազմիկ Մովսեսի Պողոսյան زادهٔ ۲۸ ژوئن ۱۹۳۷ - درگذشته ۶ دسامبر ۲۰۱۵) شاعر اهل ارمنستان بود. وی بین سال‌های ۱۹۶۱ تا - میلادی فعالیت می‌کرد.

## زندگی‌نامه
وی در ۲۸ ژوئن ۱۹۳۷ در کارادزور به دنیا آمد و از دانشگاه دولتی علوم پرورشی خاچاطور آبوویان ارمنستان (۱۹۶۱) فارغ‌التحصیل گشت. وی عضو اتحادیه نویسندگان ارمنستان می‌باشد. وی در خانه‌موزه استپان زوریان (۲۰۰۶–۲۰۰۲) فعالیت کرده است. همچنین برندهٔ جوایزی همچون جایزه اتحادیه نویسندگان ارمنستان (۱۹۶۴)، جایزه سیمون سیمونیان (۱۹۹۷)، مدال طلای برای شایستگی ادبی (۲۰۰۷)، مدال طلای وزارت فرهنگ جمهوری ارمنستان (۲۰۱۲) شده است. وی در ۶ دسامبر ۲۰۱۵ در سن ۷۸ سالگی در وانادزور درگذشت.

## یادداشت
1. ↑  ՀԳՄ մրցանակ
2. ↑  ՀԳՄ Սիմոն Սիմոնյանի անվան մրցանակ
3. ↑  ՀԳՄ «Գրական վաստակի համար» ոսկե մեդալ